# Cratere Rosenberger
Rosenberger è un cratere lunare di 91,65 km situato nella parte sud-orientale della faccia visibile della Luna.